# Expressivität (Linguistik)
Mit Expressivität wird ganz allgemein die Ausdrucksstärke der Sprache bzw. eines Sprechers bezeichnet (für die Bedeutung des Ausdrucks in der bildenden Kunst siehe Künstlerischer Ausdruck). In der Sprechakttheorie ist Expressivität die Eigenschaft von Äußerungen, mit der der Sprecher seine emotionale Befindlichkeit oder seine soziale Verbundenheit mit dem Angesprochenen zum Ausdruck bringt. Eine Äußerung kann hierbei einen sachlichen Inhalt und zugleich eine expressive Funktion nebeneinander haben. Eine expressive Funktion kann Bestandteil einer Wortbedeutung sein (z. B. „Köter“ statt einfach nur „Hund“), sie kann aber auch durch Ausdrucksmittel wie Lautstärke und Intonation frei hinzugefügt werden. Roman Ossipowitsch Jakobson nennt die expressive Funktion auch emotiv. Expressive Sprache unterscheidet sich deutlich von nicht-expressiver, also deskriptiver (oder: beschreibender) Sprache: 1. Expressive Sprache bezieht sich nur auf die subjektive Einschätzung des Sprechers oder der Sprecherin. 2. Expressive Sprache verändert keine Wahrheitsbedingungen. 3. Expressive Sprache ist unabhängig vom Tempus eines Satzes. Diese Eigenschaften werden im Folgenden erläutert.

## Expressive Adjektive
In der Linguistik dient der Begriff „Expressivität“ zur Charakterisierung sprachlicher Ausdrücke und Konstruktionen, die primär eine expressive Bedeutung haben. Dazu gehören z. B. expressive Adjektive. Diese kann man weglassen, ohne dass sich der deskriptive Gehalt einer Aussage verändert; nur die emotionale Bewertung entfällt dann. Die Sätze in (1) und (2) unterscheiden sich beispielsweise nicht in ihrem deskriptiven Gehalt, da sie beide die gleiche Situation beschreiben (aus semantischer Perspektive würde man sagen, die Sätze hätten die gleichen Wahrheitsbedingungen, da die Sätze unter den gleichen Bedingungen wahr bzw. falsch sind). Dennoch unterscheiden sich die Sätze natürlich, da (2) eine negative Bewertung enthält, die durch das expressive Adjektiv verdammt zum Ausdruck gebracht wird.
1. Der Nachbar parkt in der Einfahrt.
2. Der verdammte Nachbar parkt in der Einfahrt.

Wie oben beschrieben bezieht sich expressive Sprache also auf die subjektiven Einschätzungen des Sprechers oder der Sprecherin und verändert keine Wahrheitsbedingungen. Außerdem sind expressive Ausdrücke unabhängig vom Tempus eines Satzes. Setzen wir den Satz z. B. ins Perfekt, dann ändert sich die Bedeutung wie folgt: Das Parken des Nachbarn in der Einfahrt, also der deskriptive Teil der Äußerung, findet nun in der Vergangenheit statt. Der expressive Teil verschiebt sich jedoch nicht. Dass der Sprecher oder die Sprecherin den Nachbarn nicht mag ist eine Evaluation, die zum Zeitpunkt des Sprechens stattfindet:
1. Der verdammte Nachbar hat (gestern) in der Einfahrt geparkt.

Ein und dasselbe Adjektiv kann sowohl eine expressive als auch nicht-expressive Bedeutung haben (z. B. „irre“: „geistig verwirrt“ im nicht-expressiven und „verwirrend“, „unglaublich“, „aufwühlend“ im expressiven Sinn). Dasselbe gilt für das expressive Adjektiv „verdammt“, das entweder eine expressive Funktion (wie oben in „der verdammte Nachbar“) oder eine deskriptive Funktion haben kann (ähnlich wie „verflucht“). Diese beiden Bedeutungen sind strikt zu unterscheiden. Expressive Adjektive können beispielsweise nur attributiv, aber nicht prädikativ gebraucht werden. Das bedeutet, dass sie ein Nomen modifizieren können, aber nicht als Teil eines Prädikats gebraucht werden können.
1. der verdammte Nachbar.
2. der Nachbar ist verdammt.

Der Ausdruck „der Nachbar ist verdammt“ kann nur heißen, dass der Nachbar verflucht ist. Das Adjektiv kann also nur eine deskriptive und keine expressive Bedeutung haben, wenn es nach „ist“ steht.
Expressive Adjektive werden auch als inhärent intensivierte Adjektive bezeichnen, weil sie über die Bewertung eines Objekts hinaus eine emotionale Steigerung zum Ausdruck bringen. Eine Verneinung der damit ausgedrückten Zustände kann ohne emotionale Widersprüche sinnvollerweise nicht erfolgen („das Fußballspiel war nicht irre“).

## Expressive Adverbien
Wie bei den expressiven Adjektiven ändert das Hinzufügen von expressiven Adverbien zu einem Satz nichts an der deskriptiven Bedeutung eines Satzes. Die Sätze in (3) und (4) beschreiben also die gleiche inhaltliche Situation, unterscheiden sich jedoch aufgrund des expressiven Adverbs leider, das eine Sprecher-Evaluation der Situation zum Ausdruck bringt.
1. Hassan hat keinen Saft gekauft.
2. Leider hat Hassan keinen Saft gekauft.

## Expressive Verben und Substantive
Zu den expressiven Verben gehören abwertende Bezeichnungen („saufen“ statt „trinken“). Bei vielen Ausrufen und Exklamativsätzen ist die konventionelle nicht-expressive Bedeutung mehr oder weniger irrelevant („Mist!“ „Du bist blöd!“) Sogenannte Inflektive in Comic und Chats stehen als Ersatz für nicht-sprachliche oder parasprachliche Handlungen und haben ebenfalls einen expressiven (emotiven) Gehalt („grins“, „seufz“). Aber auch die positive oder negative Konnotation eines Begriffs kann dessen expressiven Gehalt ausdrücken (pejorativ: „Köter“ statt „Hund“). Die Beispiele „Köter“ versus „Hund“ veranschaulichen, dass auch expressive Substantive existieren. Im Falle von Verben („saufen“) und Substantiven („Köter“) spricht man häufig von „gemischten Expressiva“, da sie zwei Bedeutungsbestandteile haben: einen deskriptiven und einen expressiven. So bedeutet das Wort „Köter“ auf der deskriptiven Ebene das gleiche wie „Hund“, bezeichnet also eine Art von Tier. Auf der expressiven Ebene bringt der Sprecher zum Ausdruck, dass er Hunde (oder einen spezifischen Hund) nicht mag.

## Semantische und syntaktische Expressivität
Mit semantischer Expressivität ist die Möglichkeit der Generierung vielfältiger Bedeutungen aus einem begrenzten Satz von Elementen gemeint. Unterschieden wird die lexikalische (Zahl der Einträge im Wörterbuch, Formenreichtum und zahlreiche Abstufungen von Begriffen) von der syntaktischen (Verwendung zahlreicher, teils redundanter Mittel zur Darstellung von Beziehungen zwischen den Elementen eines Satzes oder Umschreibungen für komplexe Begriffe) Expressivität. Die höchste lexikalische Expressivität weisen die polysynthetischen Sprachen auf. Hohe semantische Expressivität und geringe Ökonomie einer Sprache hängen miteinander zusammen.